# 蘇霍季爾 (特盧馬奇區)
48°53′10″N 25°11′38″E / 48.88611°N 25.19389°E
蘇霍季爾（烏克蘭語：Суходіл），是烏克蘭西部的村莊，隸屬伊萬諾-弗蘭科夫斯克州的伊萬諾-弗蘭科夫斯克區。該村面積2.3平方公里，2001年人口106，人口密度每平方公里46.1人。